# I Cavalieri dello zodiaco (film)
I Cavalieri dello zodiaco (Knights of the Zodiac) è un film del 2023 diretto da Tomek Bagiński.
La pellicola è l'adattamento cinematografico live action del manga e anime Saint Seiya - I Cavalieri dello zodiaco di Masami Kurumada. La trama è basata sulla serie classica, seguendo la formula già utilizzata in precedenza dalla serie animata distribuita da Netflix (e in seguito da Crunchyroll) nel 2019.
Uscito in Giappone il 28 aprile 2023, il film è stato stroncato dalla critica ed è risultato un flop finanziario incassando meno di sette milioni di dollari in totale.

## Trama
Seiya è un orfano di strada alla ricerca di sua sorella Patricia, che è stata rapita. Durante uno scontro con Cassios in un ring di combattimento, Seiya scatena una strana luce blu. Dopo il combattimento, incontra Docrates e Alman di Thule il quale lo avverte Seiya che la sua ex moglie Vander Guraad lo sta cercando.
I guerrieri di Guraad catturano Docrates e inseguono Seiya e Alman, che si incontrano con Mylock, l'assistente di Alman. Dopo un breve inseguimento, Seiya, Mylock e Alman scappano dai guerrieri. Seiya chiede di sapere cosa sta succedendo, ma viene messo fuori combattimento da Mylock. Seiya ricorda il rapimento di sua sorella mentre era incosciente, e in seguito viene portato al nascondiglio di Alman.
Alman informa Seiya che sua figlia adottiva Isabel è la reincarnazione della dea Atena, e Seiya è destinato a diventare il Cavaliere Pegaso, un cavaliere guerriero per Atena. Patricia sapeva del destino di Seiya e si è arresa a Guraad per proteggerlo. Alman dice a Seiya che dovrebbe allenarsi sotto Castalia il Cavaliere d'Argento, in modo che possa usare il suo Cosmo per proteggere se stesso e Isabel, e per trovare Patricia.
Mentre fa colazione con Seiya, Isabel perde brevemente il controllo del suo Cosmo, ma Alman riesce a calmarla. Nel frattempo, Cassios picchia molti dei potenti prototipi di soldati di Guraad e accetta un'offerta da Guraad di diventarlo anche lui in cambio della vendetta su Seiya.
Seiya e Isabel si conoscono e lei lo convince ad andare da Castalia per l'addestramento. Seiya va con Mylock sulla montagna dove risiede Castalia e si arrampica da solo sulla montagna per incontrarla. L'addestramento di Seiya inizialmente va male, poiché non è in grado di incanalare correttamente il suo Cosmo, ma continua ad allenarsi con l'aiuto di Castalia. Quella notte, Isabel sperimenta una visione di se stessa mentre Atena distrugge l'armatura di Seiya e provoca una distruzione diffusa, che le fa emettere un'altra esplosione di Cosmo.
Seiya alla fine ottiene il controllo del suo Cosmo. Il suo ciondolo si illumina e sblocca la sua armatura Pegasus, ma sperimenta una visione mentre si lega all'armatura, rivelando che Alman era lì quando Guraad ha preso Patricia. Seiya torna al nascondiglio di Alman per affrontarlo, ma Isabel lo porta via dalla villa. Rivela di aver distrutto le braccia di Guraad quando era giovane, costringendo Guraad a prosciugare Cosmo dai bambini con esso per sopravvivere, e che Guraad ha lasciato andare Patricia quando ha saputo che Patricia non aveva alcun Cosmo.
Guraad arriva al nascondiglio di Alman dopo che il suo subordinato Nero ne ha scoperto la posizione torturando Docrates, un altro collaboratore di Alman che era stato catturato per permettere a lui e a Seiya di scappare quando erano stati inseguiti all'inizio. Seiya e Isabel tornano alla villa per aiutare Alman. Seiya combatte i soldati di Guraad, ma non è in grado di attivare la sua armatura Pegasus mentre combatte contro Cassios, facendolo perdere i sensi. Alman imposta la sua proprietà per autodistruggersi nel tentativo di fermare Guraad e muore nell'esplosione. Isabel perde i sensi e viene catturata dai soldati di Guraad e Seiya non è in grado di fermarli.
Guraad ammette a Isabel che ha rinunciato a sistemarsi e inizia a esaurire il Cosmo di Isabel per impedirle di diventare una minaccia per il mondo. Mylock salva Seiya che si perdona per non essere stato in grado di salvare Patricia quando è stata presa. Mylock e Seiya si recano alla base di Guraad dove Seiya sblocca la sua armatura Pegasus e sconfigge i soldati di Guraad e Cassios.
Guraad non riesce a guardare Isabel che viene prosciugata della sua energia e cerca di interrompere la procedura, ma Nero si rivolta contro di lei e assume la sua forma di Cavaliere Fenice. Nero e Seiya continuano a combattere, ma vengono interrotti da Isabel che ha quasi completato la sua trasformazione in Atena, provocando una distruzione diffusa. Con l'aiuto di Seiya, Isabel riesce a riprendere il controllo, ma in seguito perde i sensi.
Quando si sveglia, i capelli di Isabel sono diventati viola. Isabel e Guraad si riconciliano e Isabel ripristina le braccia di Guraad. Isabel e Seiya lasciano l'area con Mylock; Nero li guarda andarsene. Isabel rivela che gli antichi dei stanno tornando e saranno necessari i Cavalieri dello Zodiaco per fermarli. Decide che dovranno trovare Patricia.

## Personaggi
- Seiya di Pegasus, interpretato da Mackenyu: un ragazzino rimasto orfano che scopre di avere un destino da compiere: diventare il Cavaliere di bronzo della costellazione di Pegasus e proteggere la dea Atena;
- Vander Guraad, interpretata da Famke Janssen: antagonista principale e madre della giovane Isabel, reincarnazione della dea Atena;
- Isabel di Thule (Sienna Kido), interpretata da Madison Iseman: reincarnazione della dea della guerra Atena, il suo compito è quello di proteggere la Terra e i suoi abitanti;
- Nero di Phoenix, interpretato da Diego Tinoco: antagonista secondario, è un misterioso assassino e Cavaliere di bronzo della costellazione di Phoenix;
- Mylock, interpretato da Mark Dacascos: un leale amico e collaboratore del padre di Isabel, Alman di Thule;
- Cassios, interpretato da Nick Stahl: antagonista secondario, sanguinario e brutale avversario di Seiya;
- Alman di Thule (Alman Kido), interpretato da Sean Bean: padre di Isabel, è alla ricerca dei mitologici Cavalieri dello zodiaco affinché possano proteggere la dea Atena;
- Castalia (Marin), interpretata da Caitlin Hutson: Cavaliere d'argento, mentore di Seiya durante il suo addestramento per diventare il Cavaliere di Pegasus;

## Produzione
Il mangaka Masami Kurumada ha desiderato adattare la propria opera in un film live action sin da quando stava ancora lavorando al manga. Nel 2016 la Toei Animation ha rivelato durante la Comic Con Experience che tale progetto fosse già in sviluppo, con la conferma di Tomek Bagiński alla regia nel maggio 2017. Era inizialmente previsto che l'adattamento fosse co-prodotto da Sony Pictures e dall'azienda cinese A Really Good Film Company, ma quest'ultima ha in seguito abbandonato il progetto.

### Sceneggiatura
La sceneggiatura originale è stata adattata da Josh Campbell e Matt Stuecken, con il contributo successivo di Kiel Murray.

### Cast
Il cast principale del film è stato rivelato a settembre 2021 e vede l'attore nippo-americano Mackenyu nel ruolo del protagonista Seiya,  Madison Iseman nei panni della protagonista femminile Isabel (Sienna Kido nella versione originale), l'attrice olandese Famke Janssen nel ruolo dell'antagonista principale Vandeer Guraad, Diego Tinoco in quelli di Nero di Phoenix, e gli attori Sean Bean,  Nick Stahl e Mark Dacascos in ruoli secondari.

### Riprese
Le riprese sono iniziate in Ungheria nel luglio 2021 e sono terminate a settembre dello stesso anno, con un budget di produzione che ammonta a 60 milioni di dollari.

## Colonna sonora
Le musiche del film sono state realizzate dal compositore giapponese Yoshihiro Ike, il quale aveva già lavorato al film d'animazione del 2014 I Cavalieri dello zodiaco - La leggenda del Grande Tempio, parte del medesimo franchise. La canzone principale del film è Courage della cantante statunitense Pink.

## Distribuzione
Il film è stato distribuito in anteprima nelle sale sudamericane il 27 aprile 2023 e il giorno successivo in Giappone. Il 12 maggio è uscito negli Stati Uniti, il 16 maggio in Germania e il 24 maggio in Francia. L'uscita in Italia è invece avvenuta il 26 giugno.

## Accoglienza

### Incassi
Il film è stato un flop al botteghino, incassando un totale di 6,9 milioni di dollari, di cui 1 milione in Nord America e 5,8 milioni nel resto del mondo, contro un budget di 60 milioni di dollari.

### Critica
Il film è stato stroncato dalla critica cinematografica. Sul sito aggregatore di recensioni Rotten Tomatoes il film ha ricevuto una percentuale di gradimento del 21% sulla base di 24 recensioni.